# حوض سلطان سار
حوض سلطان سار یک روستا در ایران است که در استان خراسان جنوبی واقع شده‌است.